# گما اتکینسون
 جما اتکینسون (انگلیسی: Gemma Atkinson) زادهٔ ۱۶ نوامبر ۱۹۸۴ در بری شهرستان منچستر بزرگ در انگلستان یک هنرپیشه، مدل و مدل لباس زیر زنانه اهل بریتانیا است.